# Amblyprora
Amblyprora là một chi bướm đêm thuộc họ Noctuidae.